# Donepezil
Il donepezil è un farmaco inibitore specifico e reversibile delle acetilcolinesterasi a livello centrale, a lunga emivita (fino a 70-80 ore). Trova impiego nella terapia palliativa della malattia di Alzheimer.
È un derivato della piperidina, che, inattivando le acetilcolinesterasi, aumenta la disponibilità di acetilcolina.
È generalmente accettato dagli studiosi che i sintomi della malattia di Alzheimer siano legati alla degenerazione di neuroni di tipo colinergico nella corteccia cerebrale ed altre aree del cervello. 
In particolar modo, l'ippocampo reciterebbe un ruolo di primo piano nei processi dell'apprendimento e della memoria. Proprio la gravità della perdita di neuroni colinergici del sistema nervoso centrale correlerebbe con la severità del deficit cognitivo. Il farmaco in nessun modo modifica la naturale evoluzione della malattia.

## Farmacodinamica
Il composto, la cui azione è simile a quella della neostigmina, risulta altamente selettivo per il sistema nervoso centrale (SNC). Il meccanismo d'azione preciso nei soggetti affetti da demenza di Alzheimer non è ancora completamente chiaro. 
Per certo la molecola si lega reversibilmente, inattivandolo, all'enzima acetilcolinesterasi, inibendo in questo modo l'idrolisi dell'acetilcolina e, conseguentemente, aumentandone le concentrazioni a livello delle sinapsi colinergiche.

## Farmacocinetica
A seguito di somministrazione per via orale il farmaco è ben assorbito dal tratto gastrointestinale e la concentrazione plasmatica massima viene raggiunta circa 3-4 ore dopo la somministrazione.  L'emivita di eliminazione terminale si aggira intorno alle 70-80 ore. Lo steady-state viene raggiunto entro 21 giorni dall'inizio della terapia. La contemporanea assunzione di un pasto non altera l'assorbimento della molecola. Nell'organismo umano donezepil viene metabolizzato dal sistema del citocromo P450 (in particolare dagli isoenzimi CYP3A4 e CYP2D6) in diversi metaboliti, alcuni dei quali glucuronati. Circa il 95% del composto si lega alle proteine plasmatiche. La distribuzione di donepezil nei diversi tessuti del corpo umano non è completamente nota. Alcuni studi indicano che il composto e/o i suoi metaboliti possono permanere nell'organismo per 10 o più giorni. Studi eseguiti utilizzando una molecola marcata con carbonio 14 hanno evidenziato che circa il 57% della radioattività totale può essere recuperata nelle urine (in parte come farmaco immodificato) e circa il 15% nelle feci.

## Usi clinici
Donepezil trova indicazione nel trattamento (esclusivamente sintomatico) della demenza da Alzheimer. In molti stati europei il suo uso è limitato a pazienti con demenza di grado lieve-moderato. Negli Stati Uniti è autorizzato anche per la demenza di grado severo. In altri paesi donepezil può essere utilizzato anche nel trattamento di soggetti affetti da demenza vascolare. È stato anche testato nella demenza da corpi di Lewy.

In letteratura medica vi sono studi che dimostrano come il farmaco produca solo benefici limitati in pazienti con demenza lieve-moderata. 
Altri studi dimostrerebbero benefici lievi anche in soggetti con demenza grave. 
In una review del 2006 si conclude affermando che a seguito di un periodo di trattamento di un anno, donepezil produce solo modesti miglioramenti della funzione cognitiva, non sempre apparenti nella pratica clinica.

### Dosi terapeutiche
La dose iniziale di trattamento è di 5 mg al giorno, in monosomministrazione giornaliera. L'assunzione del farmaco è consigliata alla sera, prima di coricarsi. Questa dose deve essere mantenuta per almeno 4 settimane, sia per valutare la risposta clinica al trattamento, sia per consentire al farmaco di raggiungere le concentrazioni allo stato stazionario.

### Effetti collaterali e indesiderati
Gli eventi avversi più comuni sono a carico dell'apparato gastrointestinale e includono dispepsia, perdita di appetito, nausea, vomito, dolore addominale, diarrea. Altri effetti collaterali comuni includono rash cutaneo, prurito, cefalea, crampi muscolari, incontinenza urinaria.
Inoltre, in alcuni soggetti, può arrecare danni gravi alle mucose intestinali, anche dopo un tempo di somministrazione breve che va dalle due settimane ad un mese, ed in particolare si segnalano l'insorgenza di diverticoli e di forme acute di rettocolite ulcerosa. Donepezil può determinare effetti avversi a carico del sistema nervoso (capogiri e vertigine, insonnia o sonnolenza, incubi, sincope, convulsioni, sindrome delle gambe senza riposo, atetosi, confabulazione, confusione mentale, tremore, e molto raramente la sindrome neurolettica maligna.
Nella fase di sorveglianza post-marketing sono stati segnalati diversi casi di mania.
 ed un caso di epatotossicità (evento molto più frequente con l'uso di un altro inibitore della colinesterasi, la tacrina).

### Controindicazioni
Il farmaco è controindicato nei soggetti con ipersensibilità nota al principio attivo, ai derivati della piperidina o molecole chimicamente correlate, oppure verso uno qualsiasi degli eccipienti contenuti nella formulazione farmaceutica.
Pur non rappresentando controindicazioni assolute, donepezil dovrebbe essere utilizzato con cautela in pazienti con disturbi cardiovascolari, disturbi della conduzione cardiaca, storia personale di aritmie cardiache gravi o di sindrome del seno malato, asma bronchiale, broncopneumopatia cronica ostruttiva (BPCO). Il composto sembra possa avere effetto bradicardizzante, facilitare l'insorgenza di blocchi di branca, blocchi atrioventricolari e di sincopi.
Anche i pazienti che hanno una predisposizione a sviluppare crisi convulsive dovrebbero essere trattati con grande cautela, in quanto si ritiene che donepezil, come altri farmaci colinomimetici, possa facilitare l'insorgenza di convulsioni generalizzate.

### Interazioni
- Ketoconazolo: la contemporanea somministrazione con donepezil può determinare (per inibizione del CYP3A4) una inibizione del metabolismo dell'anticolinesterasico comportando un significativo aumento delle sue concentrazioni plasmatiche.[28]
- Chinidina: l'associazione con donepezil determina inibizione del metabolismo di quest'ultimo con incremento delle sue concentrazioni plasmatiche. L'effetto è determinato da una inibizione del CYP2D6, ma il significato clinico è sconosciuto.

### Sovradosaggio
L'overdose con donepezil può determinare lo scatenarsi di una "crisi colinergica" che si caratterizza per la salivazione, l'iperidrosi, la nausea, il vomito, la bradicardia, l'ipotensione arteriosa, la depressione respiratoria, e le convulsioni. I pazienti in sovradosaggio debbono essere trattati con le consuete misure generali di supporto delle funzioni vitali. Un anticolinergico, come l'atropina, può essere utilizzato quale antidoto.

## Stereochimica
Donepezil è un racemo, ovvero una miscela 1: 1 dei due enantiomeri R e L:
| Enantiomero di Donepezil | Enantiomero di Donepezil |
| ------------------------ | ------------------------ |
| (R)-Enantiomero          | (S)-Enantiomero          |